# Warren (Connecticut)
Warren település az USA Connecticut államában. Lakosainak száma 1351 fő (2020. április 1.).

## Népesség
A település népességének változása:

| 2010 | 1 461 |
| 2020 | 1 351 |